# ウィリアム・カーティス

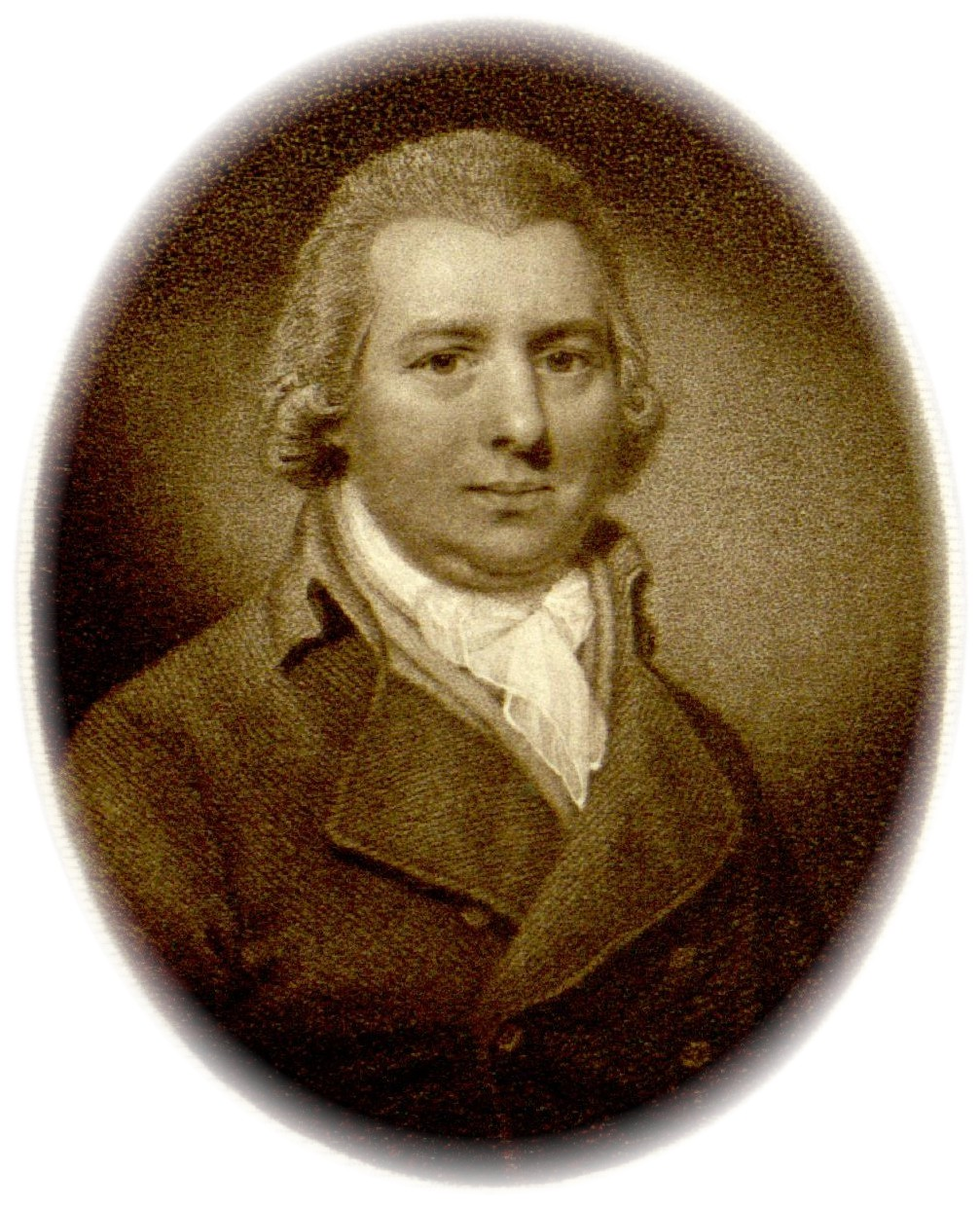
ウィリアム・カーティス

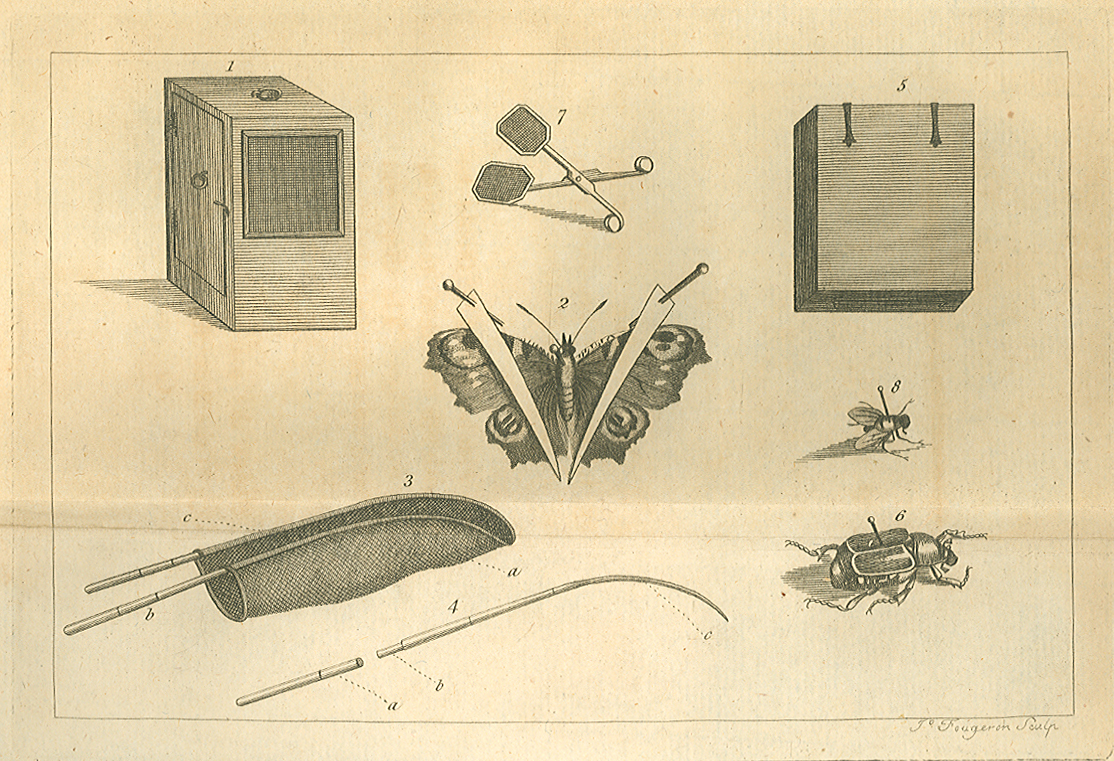
『昆虫の収集と保存法』の図

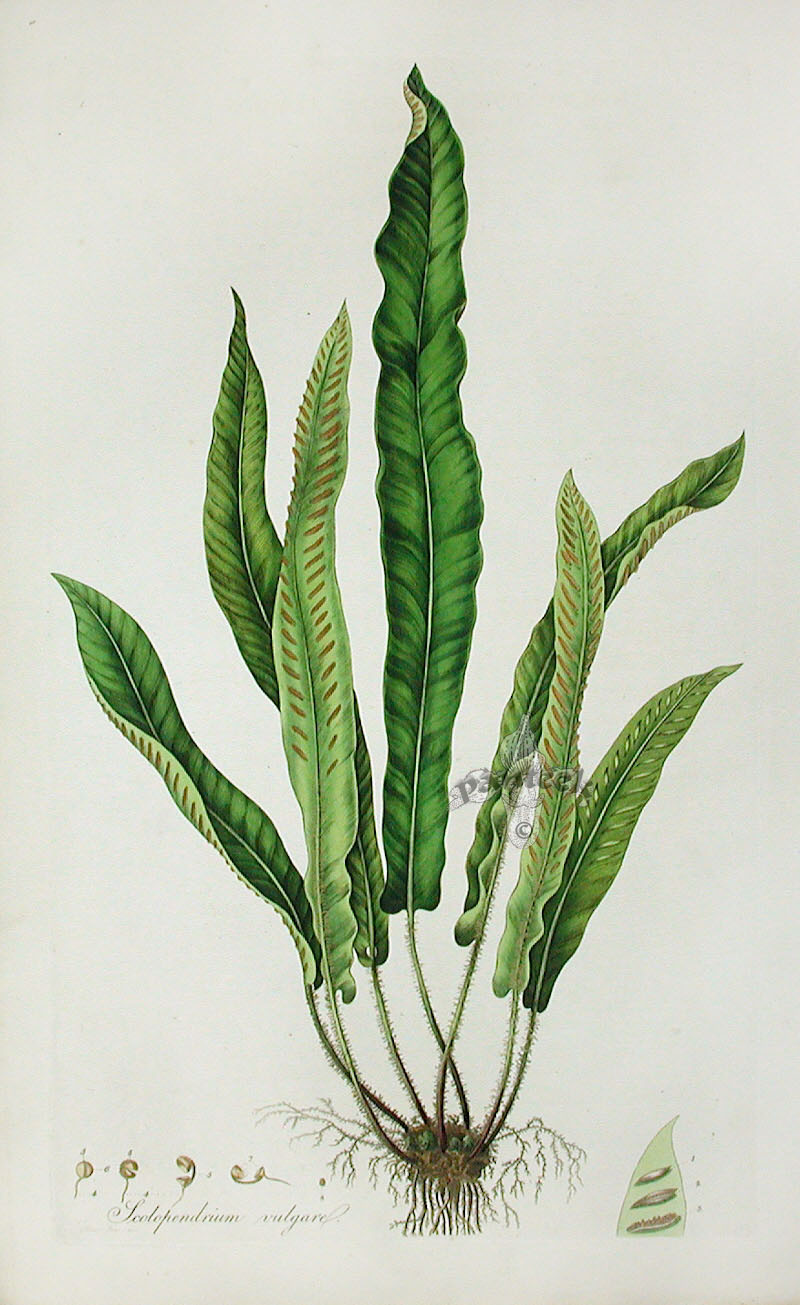
『ロンドンの植物』の図版

ウィリアム・カーティス（William Curtis、1746年1月11日 - 1799年7月7日）は、イギリスの植物学者、昆虫学者である。1787年から植物学の分野では最も古い彩色図版入りの定期刊行書であるカーティス『ボタニカル・マガジン』の刊行者である。

## 概要
ハンプシャー州のアルトンに生まれた。はじめ薬剤師であったが、博物書の執筆・刊行に転じて、評判を得た。25歳の時に、『昆虫の収集と保存法』（"Instructions for collecting and preserving insects; particularly moths and butterflies"）を執筆した。1771年から1777年まで、チェルシー薬草園の実験助手や庭園主任を務めた。1779年にLambethに自らのロンドン植物園を作った。1777年から1798年の間に6巻の『ロンドンの植物』（"Flora Londinensis"）を出版した。都会の自然を扱った先駆的な著作であったが、経済的には成功を得られなかった。それでも、1787年にボタニカル・マガジンを創刊し、発行を続けた。ジェームズ・サワビーやシデナム・エドワーズ、ウィリアム・キルバーンなどの植物画家による手彩色の版画を掲載したものである。ボタニカル・マガジンはカーティスの没後も友人のジョン・シムズによって発行が継続された。

## 著書
- Flora londinensis. 1775–1798.
- History of the Browntail Moth. 1782.
- Practical observations on the British grasses. 1790, 7. Auflage 1834.
- An Abridgement of the Flora londinensis. 1792.
- Lectures of Botany. 1805 (S. Curtisにより出版)